# Пенчо Костурков
Пенчо Стоянов Костурков е български юрист и политик от Радикалната партия, впоследствие безпартиен.

## Биография
Роден е на 18 октомври 1899 година в град Враца. Син е на известния политик Стоян Костурков, от големия род Костуркови, преселници от Костур. През 1923 година завършва право в Софийският университет, а през 1926 година става доктор по политически и икономически науки във Франция. В периода 1927 – 1945 година е адвокат в София. От 1937 г. се включва в общия фронт срещу властта на цар Борис III. Между 1944 и 1949 е член на Изпълнителния комитет на Радикалната партия. Остава такъв до сливането ѝ с Отечествения фронт. От 1945 става член на Националния комитет на ОФ. През 1946 година е част от българската делегация на Парижката мирна конференция. От 1952 е заместник-председател на Градския комитет на Българо-съветското дружество. От 1955 г. е секретар на Българо-съветското дружество за ООН в България. Подпредседател е на XXVI ОНС, VI ВНС, IV и V народни събрания (1945 – 1949 и 1963 – 1971). От 1950 до 1962 е член на Президиума на Народното събрание Между 1963 и 1975 е секретар на Националния съвет на ОФ, а от 1976 до 1983 e негов заместник-председател. Народен представител е в I до IX НС, XXVI ОНС и VI ВНС. Умира на 8 май 1989 г. в град София. Член е на Националния комитет за защита на мира и на Националния комитет за европейска сигурност. Носител е на три ордена „Георги Димитров“ (1969, 1975, 1979) и на почетното звание „Герой на социалистическия труд“ (указ № 37 от 10 януари 1975), орден „Народна република България“ – I ст. (1960).